# Friedrichshafen FF 19
Die Friedrichshafen FF 19 war ein deutsches Schwimmer-Aufklärungsflugzeug des Ersten Weltkriegs und zählte als unbewaffneter Doppeldecker zu den sogenannten B-Typen.

## Entwicklung
Im Verlauf des Jahres 1913 erwarb die Kaiserliche Marine als Reaktion auf eine am 3. Mai von Kaiser Wilhelm II. erlassene Verfügung zur Aufstellung einer Marinefliegerabteilung mangels einheimischer Alternativen ein britisches Schwimmerflugzeug vom Typ Avro 503 und testete es mit dem Marinekennzeichen D–12 versehen bei ihren Herbstmanövern von 1913 auf seine Seetüchtigkeit. Dabei schnitt es im Vergleich zu drei ebenfalls teilnehmenden deutschen Konstruktionen von Albatros und AGO sehr viel besser ab, so dass die Marineleitung zum Anfang des Jahres 1914 der AGO GmbH den Auftrag zur Entwicklung eines ähnlichen Musters erteilte. Aber weder deren mit einem Oberursel-Umlaufmotor ausgerüstete Avro-Kopie noch ein auf Schwimmer gesetztes und mittlerweile veraltetes AGO-Gitterrumpfflugzeug konnten bei der im Januar 1914 in Kiel-Holtenau durchgeführten Präsentation überzeugen, so dass der Auftrag über fünf Flugzeuge im Februar an Albatros und Friedrichshafen übertragen wurde. Ende April 1914 begann die Auslieferung der beiden Konkurrenzmuster, doch während der Entwurf von Albatros den Anforderungen ebenfalls nicht genügte, wurden die fünf FF 19 bis zum 18. Mai von der Marine übernommen und absolvierten die vom 7. Mai bis zum 18. Juni durchgeführten Tests anstandslos. Sie wurden mit den Marinenummern 25 bis 29 in Dienst gestellt; ein weiteres Exemplar war am 2. Mai für Bruchversuche verwendet worden, wobei die nur einseitig bespannte Tragfläche erst bei 7,02-facher Belastung zerbrach. Die FF 19 war somit das erste den Anforderungen der Marine an ein Seeflugzeug des Ersten Weltkriegs entsprechende Muster, was größtmögliche Seefähigkeit, mindestens vier Stunden Flugzeit sowie seemännische Ausrüstung inklusive Signalmitteln und zweiköpfiger Besatzung umfasste. Sie kam unter anderem auch als Bordflugzeug zum Einsatz. Die gelungene Konstruktion zog eine Folgebestellung über zehn weitere Flugzeuge nach sich, die bis zum November 1914 mit den Marinenummern 76 bis 85 zur Auslieferung kamen. Mit einer FF 19 wurden erstmals in Deutschland mit einem Seeflugzeug Versuche mit drahtlosem Funk durchgeführt. Nachfolger wurde die mit einem stärkeren Antrieb versehene FF 29.

## Technische Daten
| Kenngröße                  | Daten                                         |
| -------------------------- | --------------------------------------------- |
| Besatzung                  | 2                                             |
| Spannweite                 | oben 15,30 m unten 13,80 m                    |
| Länge                      | 10,40 m                                       |
| Höhe                       |                                               |
| Flügelfläche               | 48,00 m²                                      |
| Leermasse                  | 860 kg                                        |
| Zuladung                   | 300 kg                                        |
| Startmasse                 | 1160 kg                                       |
| Antrieb                    | ein wassergekühlter Sechszylinder-Reihenmotor |
| Typ                        | Mercedes D II                                 |
| Startleistung Nennleistung | 105 PS (77 kW) 100 PS (74 kW) bei 1345/min    |
| Höchstgeschwindigkeit      | 95 km/h                                       |
| Reisegeschwindigkeit       | 85 km/h                                       |
| Steigzeit                  | 8 min auf 500 m Höhe                          |
| Bewaffnung                 | –                                             |